# 大地懶
大地懒属是一種巨大的動物，屬於異關節總目披毛目樹懒亞目下的大地懒屬的物種。見於上新世早期至更新世晚期的中美洲和南美洲。在所有其他陸生哺乳動物當中，只有少數生物體形可以超越大地懶，包括猛犸象以及更古老的巨犀。

## 分類學

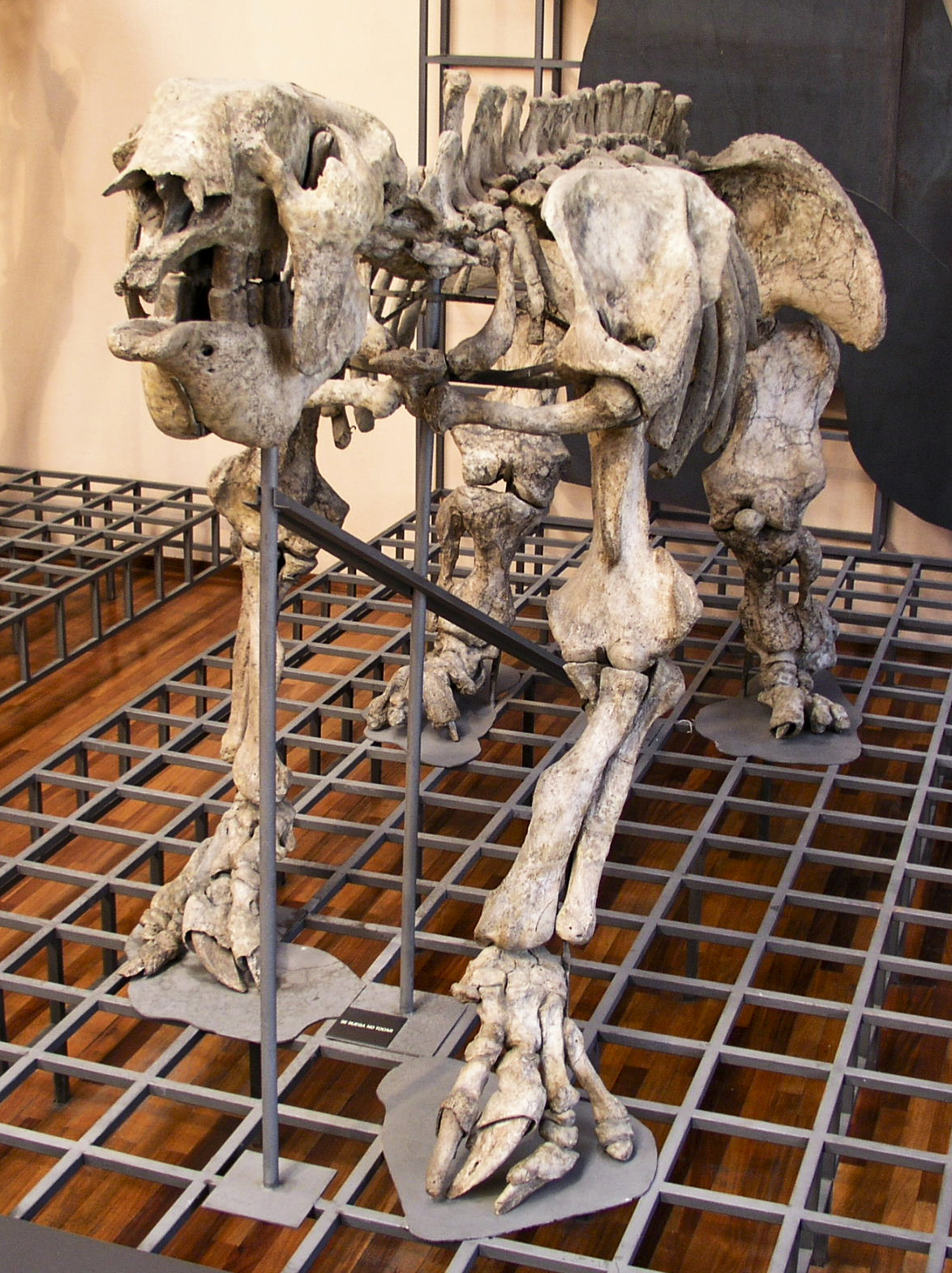
展示於西班牙國家自然科學博物館的大地懶（M. americanum）全身骨架化石，該化石為最早發現的大地懶化石（於 1788 年），也為該博物館最早架設的古生物骨架展示（於 1795 年）。

大地懶的化石最早由 Manuel Torres 於 1788 年在阿根廷盧漢河的河岸邊發現，該化石在隔年後運送至馬德里的國家自然科學博物館展示至今。該化石由博物館員工 Juan Bautista Bru 負責重新組裝，另外也包括整幅骨架與部分骨頭的個別描繪。
透過 Bru 的描繪與比較解剖學，喬治·居維葉得以整理出大地懶的外貌及與現今種類的親緣關係。他於 1796 年將於法國科學院演說的演講抄本改寫後發表了他的第一篇論文，並於 1804 年針對同主題再發表了一篇論文，論文在之後收錄於居維葉的《Recherches sur les ossemens fossiles de quadrupèdes（翻譯：針對四足動物骨骼化石之研究）》中。在居維葉 1796 年的論文中，他將化石命名為美洲大地懶（Megatherium americanum），並且透過比較解剖學認為大地懶與現存的樹懶為近親，他起初認為大地懶的爪子跟現存的樹懶一樣可以用來爬樹，但在之後提出假說認為牠們生活於地底，並用爪挖掘隧道。
大地懶與其他西方巨型生物群化石的發現在喬治王時代引發風潮直到數十年後恐龍化石的發現才被蓋過。
在這之後，大地懶的化石在整個南美洲都有發現，包括阿根廷、玻利維亞、巴西、智利、哥倫比亞（基皮萊、昆迪納馬卡省）、圭亞那、巴拉圭、祕魯及烏拉圭。大地懶屬中的新種 M. urbinai 及 M. celendinense 分別於 2004 及 2006 年發表。M. celedinense的命名來自於祕魯卡哈馬卡省的塞倫丁。

## 描述

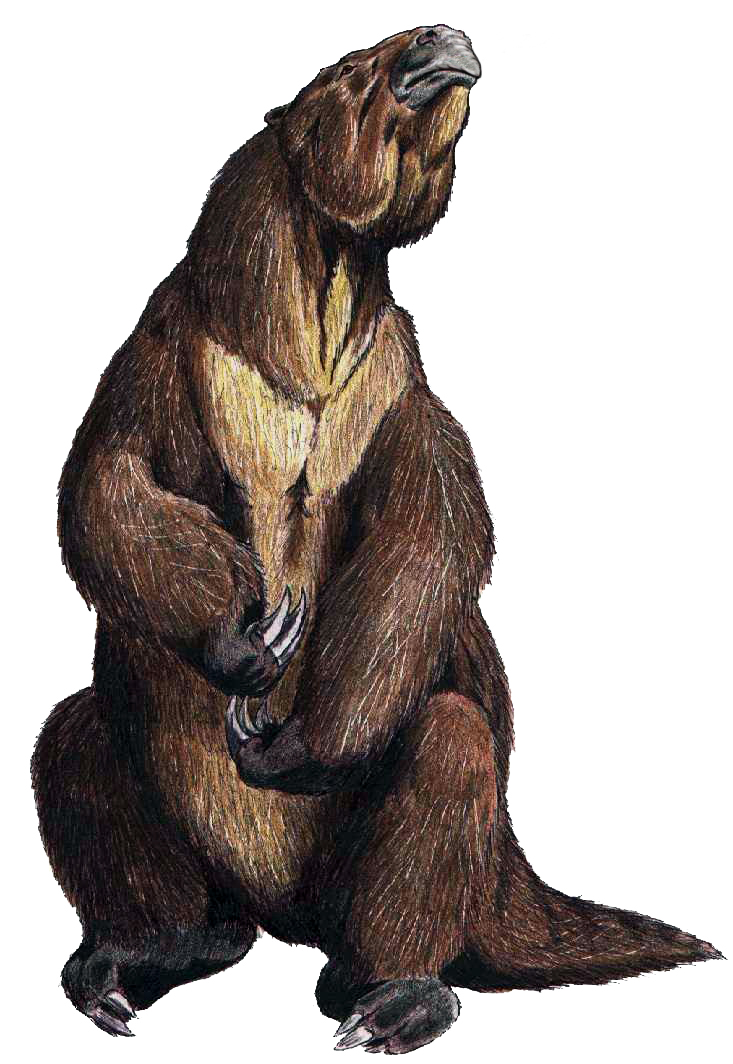
大地懒的想像圖

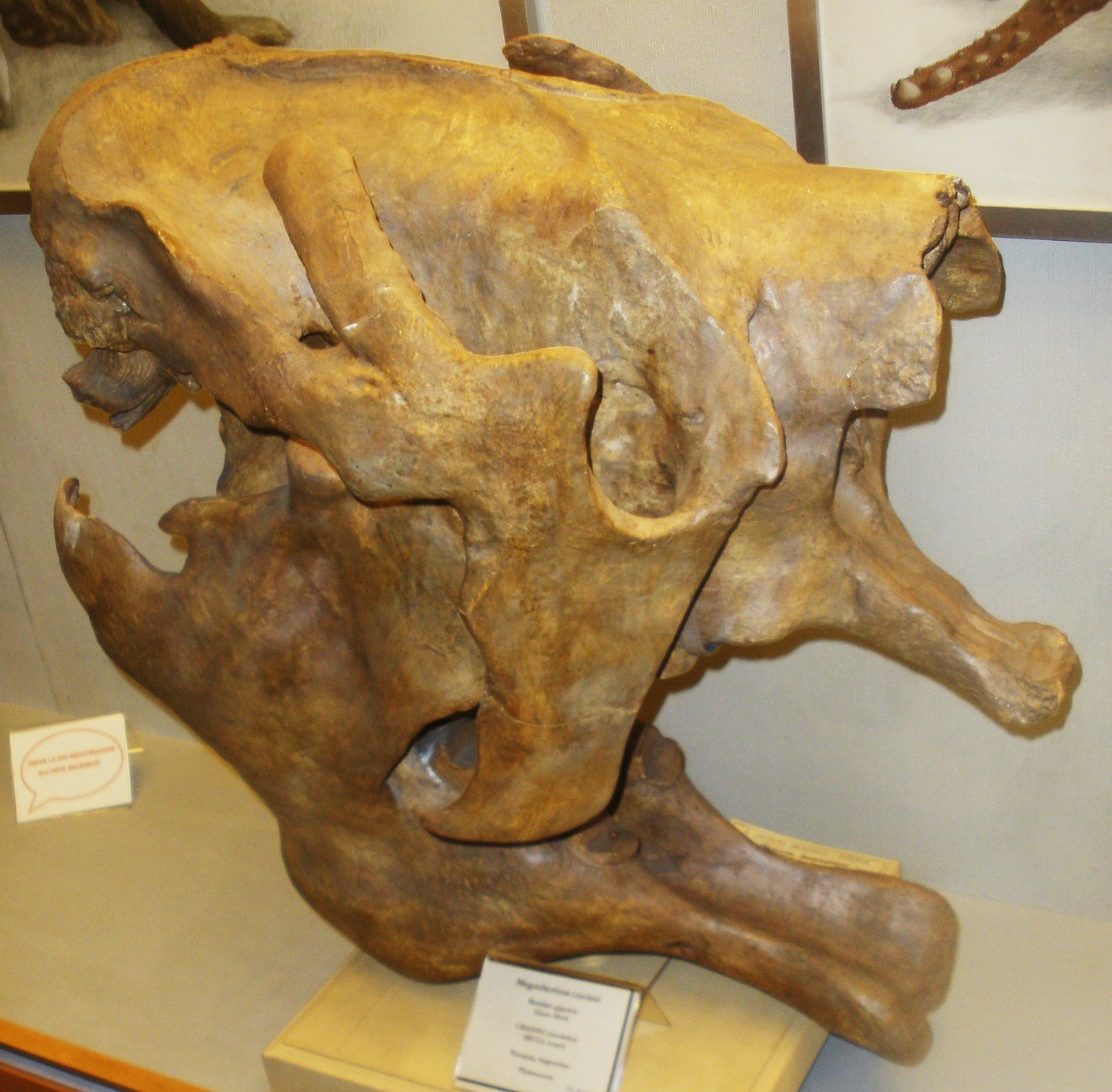
大地懶頭顱

大地懒是已知體型最大的几种陸生哺乳動物之一，體重可達4噸，全長從頭至尾端則可達6公尺，屬於目前已知最大型的地懶，體型甚至可比擬現代的大象。大地懶屬於更新世巨型動物群中的一員，為當時更新世最大型的數種哺乳動物之一。
大地懶擁有厚重的骨架結構、寬厚的骨盆與強壯的尾巴，搭配其巨大的體型讓大地懶可以使用後腳和尾巴如三腳架般穩定直立，如此一來便可以獲取其他同時期食草動物所不能搆到的食物。大地懶可以運用前肢上的彎爪勾取樹枝並取食其上之樹葉。和食蟻獸一樣，大地懶的足上也有爪，這使得大地懶的腳掌無法平整的貼於地面而必須以足外緣著地來行走。大地懶為四足動物，但是從牠的行跡化石上與生物力學的角度觀察來看，大地懶也具有不差的雙足行走能力。
有些科學家相信大地懶擁有一條長舌頭（類似於長頸鹿和樹懶），這樣一來就可以透過舌頭將樹葉捲入口中，但這個理論並沒有得到全面性的認同。

## 生活習性
大地懶主要在南美洲疏林地區上的林地和草原生活，為當地之特有種並且持續存活直到約10,000年前。大地懶可以適應溫帶、乾旱性與半乾旱性氣侯的環境，其近親泛美地懶（Eremotherium）居住在更加北部的熱帶地區，甚至在南北美洲生物大遷徙時，成功入侵到溫帶的北美洲。

## 古生物學

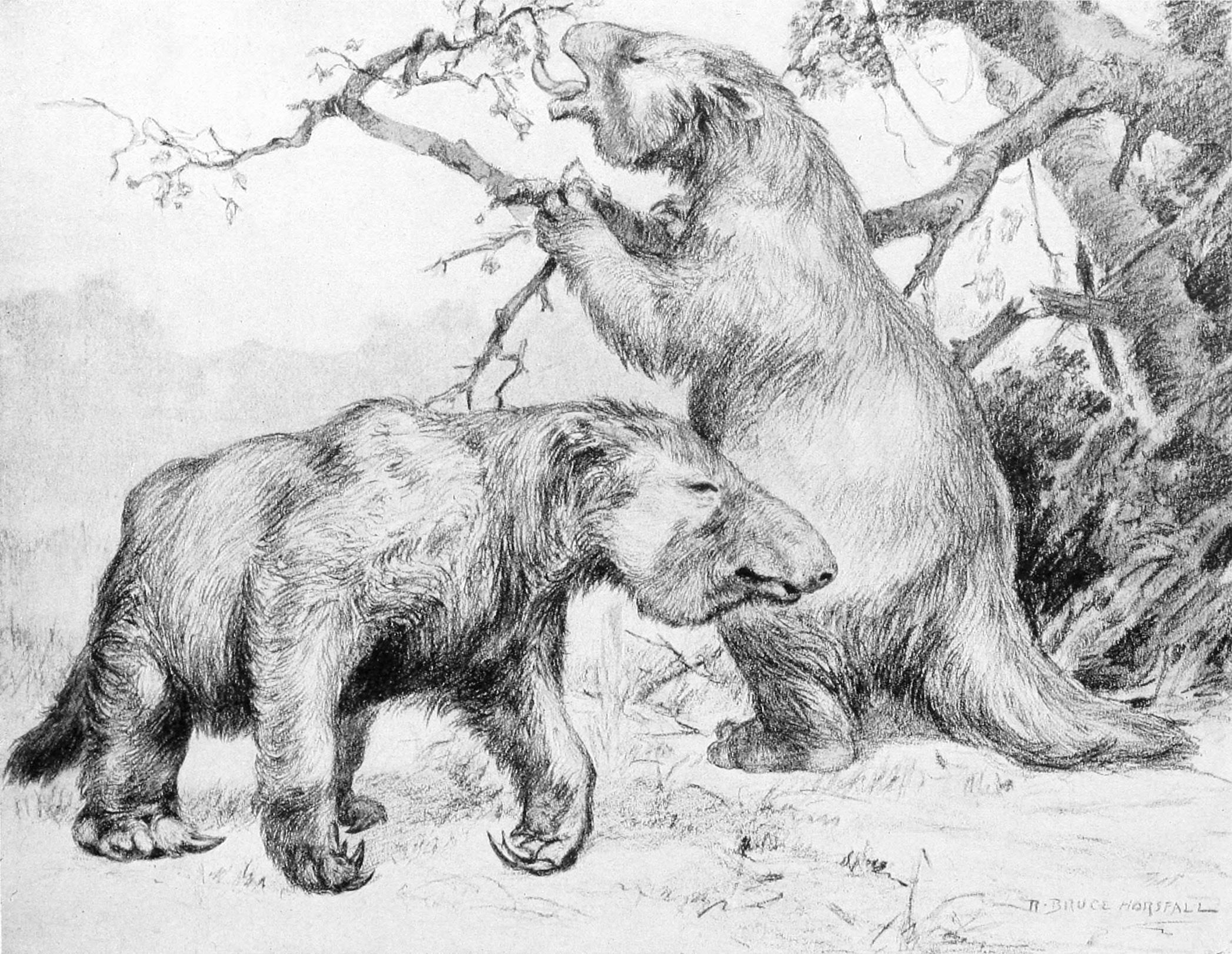
由Robert Bruce Horsfall所繪製的美洲大地懶（M. americanum）復原圖

大地懶通常為群體生活，但也有部分個體會單獨生活在洞穴中。大地懶並沒有什麼天敵，因此可能為晝行性生物。
大地懶為草食動物，以啃食絲蘭、龍舌蘭的葉子或者是吃草為主，但也會透過後腳直立來取得高樹上的嫩枝與樹葉。大地懶透過強壯的頰肌與構造簡單的牙齒來咀嚼，並透過胃來消化這些包含粗劣纖維的食物，也因此大地懶可能會耗費大量時間休息來協助消化。
近年來的研究指出美洲大地懶（M. americanum）具有強大的垂直咬合力，從牙齒的形狀指出大地懶可能更適合切斷而不是去研磨食物，也因此高纖食物可能不是主要的食物來源。
有些仍有爭論性的理論指出大地懶可能為部分肉食性，研究指出其肘突（手肘上三頭肌附著點）很短，適合強化揮動速度而不是力量，這個特徵通常只會在肉食動物上發現，這讓大地懶可以讓其利爪像匕首那樣揮舞。大地懶可以透過食肉來攝取一些額外的營養，可能透過奪取斯劍虎的戰利品。透過分析其二頭肌的機械功率與預估強度，大地懶甚至有能力可以翻過成年的雕齒獸，也因此可以將其當作獵物獵殺。但是大地懶缺乏一般掠食者所擁有的裂肉齒且在大地懶糞便中也沒有發現到骨頭碎片，這個理論仍然缺乏重要的證據。

## 滅絕
在更新世中，大地懒和其他原始哺乳動物受到影響，造成絕種的危機，原始哺乳動物滅絕，同時大地懒滅絕。在南美洲，大地懶存活至約 10,500 年前，一般認為是由於人類領域的擴張與狩獵才導致其絕種的。也有些指出可能有部分個體至 8,000 至 7,000年前仍然存活著，但普遍依然認為是在 10,000 年絕種的。透過分析顯示適合大地懶生存的棲息地在全新世中期時大幅縮減並變得破碎，這也許不是其滅絕的主要原因，但仍然為可能的要素之一。